# Dragoș Pîslaru
Dragoș Pîslaru (ur. 23 marca 1976 w Bukareszcie) – rumuński ekonomista, nauczyciel akademicki i polityk, w latach 2016–2017 minister pracy, rodziny, ochrony socjalnej i osób starszych, poseł do Parlamentu Europejskiego IX kadencji, od 2025 minister inwestycji i projektów europejskich.

## Życiorys
W 1998 ukończył międzynarodowe stosunki gospodarcze na Akademii Studiów Ekonomicznych w Bukareszcie. W 2000 uzyskał magisterium ze stosunków międzynarodowych w London School of Economics. Doktoryzował się z nauk ekonomicznych w 2013 na Academia Română. W 1999 został nauczycielem akademickim na macierzystej uczelni w Bukareszcie. Od 2000 pracował także w centrum analitycznym CEROPE. W latach 2006–2015 zajmował stanowiska menedżerskie w przedsiębiorstwie konsultingowym GEA Strategy & Consulting.
W rządzie Daciana Cioloșa od grudnia 2015 pełnił funkcję doradcy do spraw gospodarczych w kancelarii premiera. W kwietniu 2016 został powołany na ministra pracy, rodziny, ochrony socjalnej i osób starszych. Zakończył urzędowanie wraz z całym gabinetem w styczniu 2017. W marcu 2018 był jednym z założycieli zainicjowanego przez byłego premiera ugrupowania Mişcarea România Împreună. Po jego nieudanej rejestracji związał się z nową inicjatywą pod nazwą PLUS. W 2019 z ramienia koalicji tej partii i USR uzyskał mandat posła do Parlamentu Europejskiego IX kadencji, który sprawował do 2024.
Od 2022 był tymczasowym współprzewodniczącym nowej partii Daciana Cioloșa pod nazwą REPER, a od 2023 pełnił funkcję współprzewodniczącego tego ugrupowania.
W czerwcu 2025 powołany na stanowisko ministra inwestycji i projektów europejskich w gabinecie Ilie Bolojana (z rekomendacji Partii Narodowo-Liberalnej).